# Microwave-Optical Transducer
Microwave-optical transducer (deutsch Mikrowellen-Optik-Wandler) sind Bauteile, die Mikrowellensignale in optische Signale wandeln. In der Quanteninformationsverarbeitung besteht ein großes Interesse an effizienten Wandlern: Kohärente Quantenzustände werden bei einigen Qubit-Bauformen durch Mikrowellenpulse manipuliert oder ausgelesen, gleichzeitig besteht ein Interesse Quantenzustände lokaler Qubits über längere Distanzen zu übertragen (über sogenannte flying Qubits). Für verteilte Quantennetzwerke ist das ein entscheidender Baustein. Die kohärente Übertragung von Zuständen ist technisch allerdings über optische Signale bei längeren Distanzen besser beherrscht, weshalb ein Interesse an der kohärenten Wandlung der Signale besteht.
Zur Wandlung werden Mikrowellen-Resonatoren mit optischen-Resonatoren gekoppelt; die Herausforderung besteht darin, den quantenmechanischen Zustand nicht zu zerstören (siehe auch No-Cloning-Theorem).